# Joan Winch
Joan Ruth Winch (Ryde, 25 agosto 1870 – Beaumaris, 9 gennaio 1952) è stata una tennista britannica.

## Biografia
Vinse la medaglia di bronzo nella gara femminile individuale (outdoor)  ai Giochi della IV Olimpiade perdendo in semifinale contro Dorothea Douglass Chambers, poi vincitrice della competizione, con un doppio 6-1. Per la finale valevole per il bronzo vinse Kate Gillou Fenwick che abbandonò la competizione.